# 요극일
요극일(姚克一, ?~?)은 신라의 서예가이다. 

## 생애
벼슬은 중사인에 이르렀다. 구양순(歐陽詢)의 필법을 터득하여 필력이 힘 있고 김생 다음가는 명필이었다. 《삼국사기》에 따르면, 삼랑사(三郞寺)의 고비(古碑)를 썼다 한다.

## 참고 문헌
- 김부식 (1145), 《삼국사기》 〈권28 백제본기 제육(百濟本紀第六) 의자왕〉